# Regeringsformatie België 1974
Na de verkiezingen voor het federaal parlement in België op 10 maart 1974 ging de formatie van een nieuwe federale regering van start. De formatie duurde 45 dagen en leidde tot de vorming van de regering-Tindemans I.

## Verloop van de formatie

### Aanloop naar de formatie
Op 10 maart 1974 vonden vervroegde federale verkiezingen plaats. Aan Vlaamse kant was de christendemocratische CVP de grote winnaar, terwijl de liberale PVV standhield en de socialistische BSP en de Vlaams-nationalistische Volksunie achteruitgingen. Aan Franstalige kant gingen de christendemocratische PSC, de Brussels-francofone FDF, dat een kartel had gevormd met de Brusselse liberale partij PLDP, en de socialistische PSB enkele procenten vooruit, terwijl de regionalistische Rassemblement Wallon en de liberale PLP verlies boekten.
Op dinsdag 12 maart 1974 begon koning Boudewijn met zijn consultaties met het oog op de regeringsvorming. Hij ontving in drie dagen tijd achtereenvolgens Kamervoorzitter Achiel Van Acker, Senaatsvoorzitter Pierre Harmel, uittredend vicepremier en kandidaat-premier Leo Tindemans (CVP), uittredend minister van Economische Zaken Willy Claes (BSP), PSC-voorzitter Charles-Ferdinand Nothomb, PSB-voorzitter André Cools, nationaal PVV-PLP-voorzitter Pierre Descamps, Volksunie-voorzitter Frans Van der Elst, RW-voorzitter François Perin, Georges Debunne, voorzitter van de socialistische vakbond ABVV, CVP-voorzitter Wilfried Martens, Jef Houthuys, voorzitter van de christelijke vakbond ACV, BSP-voorzitter Jos Van Eynde, PVV-voorzitter Frans Grootjans, Léon Defosset, voorzitter van de FDF-RW-federatie, Armand Colle, voorzitter van de liberale vakbond ACLVB, KPB-voorzitter Louis Van Geyt, Pol Provost, voorzitter van werkgeversorganisatie VBO, PLP-voorzitter André Damseaux, FDF-voorzitter André Lagasse en uittredend minister van Landsverdediging Paul Vanden Boeynants (PSC).

### Informateur Renaat Van Elslande (15 maart - 21 maart 1974)
Op 15 maart 1974 benoemde de koning ontslagnemend minister van Buitenlandse Zaken Renaat Van Elslande (CVP) tot informateur, met de opdracht om zo snel mogelijk na te gaan onder welke voorwaarden een regering kon worden samengesteld. Nadat Van Elslande de partijprogramma's van de mogelijke regeringspartijen (CVP, PSC, BSP-PSB, PVV, PLP, PLDP, RW, Volksunie, FDF) had bestudeerd, overhandigde hij op 18 maart aan de voorzitters van die partijen een vragenlijst waarin gepeild werd naar de voorwaarden van deze partijen om deel te nemen aan een regering en hun standpunten over onder meer de gewestvorming en de bestrijding van de inflatie. Op 19 maart bracht Van Elslande tussentijds verslag uit bij de koning, waarna zijn opdracht met twee dagen werd verlengd. De volgende dagen zette de informateur zijn raadplegingen verder en op 21 maart diende hij zijn eindrapport in.
Informateur Van Elslande constateerde dat iedere partij zo snel mogelijk een regering wenste te vormen en dat over heel wat problemen overeenstemming kon worden bereikt, maar dat er ook een aantal knelpunten waren waarover moeilijk een akkoord kon worden gevonden, zoals het terugdringen van het begrotingstekort en de aanpak van de financiële problemen, onderwijs, ethische thema's als abortus, energie en een aantal aspecten van de gewestvorming, zoals de oprichting van gewestraden en de fiscaliteit van de gewesten.

### Formateur Leo Tindemans (21 maart - 25 april 1974)

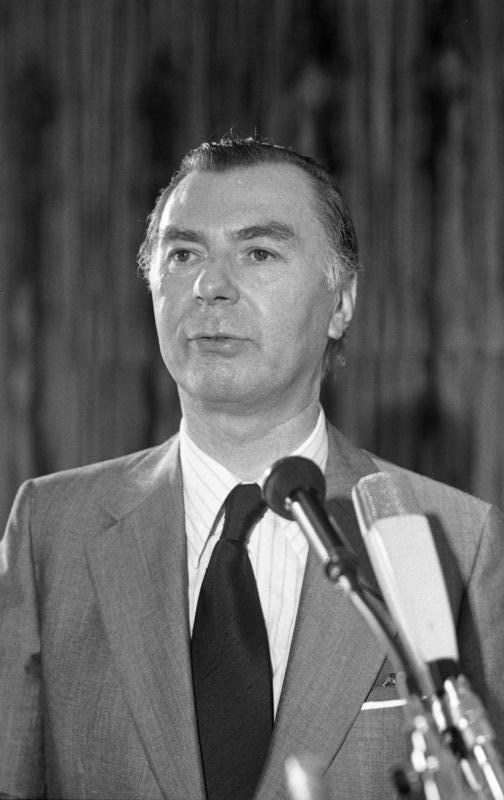
Leo Tindemans.

Dezelfde dag nog werd Leo Tindemans, de kandidaat-premier voor de CVP, tot formateur benoemd. Hij ging aan de mogelijke regeringspartijen een ontwerpprogramma voorleggen dat als basis voor de regeringsonderhandelingen moest dienen. Op 25 maart legde Tindemans zijn ontwerpprogramma voor aan partijvoorzitters Wilfried Martens (CVP), Charles-Ferdinand Nothomb (PSC), André Cools (PSB), Jos Van Eynde (BSP), Frans Grootjans (PVV) en André Damseaux (PLP), aangezien het zijn bedoeling was om een regering met deze partijen  te vormen. De dag daarna pleegde de formateur overleg met Robert Vandeputte, voorzitter van de Nationale Bank, de vertegenwoordigers van de vakbonden en partijvoorzitters Frans Van der Elst (Volksunie) en François Perin (RW). Op 27 maart werden vertegenwoordigers van werkgevers- en landbouworganisaties, FDF-voorzitter  André Lagasse en PLDP-voorzitter Roland Gillet ontvangen.
Dezelfde dag verklaarden de liberale partijen zich bereid om te onderhandelen over een regering met de socialisten en christendemocraten, terwijl de socialistische partijen geen regering met de liberalen wensten te vormen en de voorkeur gaven aan een coalitie met de christendemocraten alleen. Tindemans besloot zich daarom te concentreren op de vorming van een rooms-rode coalitie.
Op vrijdag 29 maart 1974 gingen de onderhandelingen tussen de christendemocratische en socialistische partijen van start. Die dag vonden de eerste besprekingen plaats over knelpunten als de gewestvorming, de ethische vraagstukken, het onderwijs en de overheidsinitiatieven in de economie aangepakt. De dag nadien werden de discussies aangesneden over het anti-inflatiebeleid, de energiecrisis, de problemen omtrent tewerkstelling en de defensie- en begrotingspolitiek. In de week van 1 april kwamen delegaties van de onderhandelende partijen samen om alle knelpunten ten gronde te behandelen. De samenstelling van de delegaties van de partijen was als volgt:
- voor CVP: voorzitter Wilfried Martens, uittredend minister Jos Chabert, Kamerfractieleider Karel Blanckaert en Gaston Geens, directeur van studiedienst CEPESS
- voor BSP: voorzitter Jos Van Eynde, uittredende ministers Willy Claes en Jef Ramaekers en Kamerlid Wim Geldolf
- voor PSC: voorzitter Charles-Ferdinand Nothomb, uittredende ministers Paul Vanden Boeynants en Alfred Califice en Dieudonné André, adjunct-directeur van het nationaal secretariaat van CVP-PSC
- voor PSB: voorzitter André Cools, Senaatsfractieleider Marc-Antoine Pierson, Kamerlid Jean-Maurice Dehousse en voormalig minister Léon Hurez

Op 5 april slaagden de onderhandelaars erin om de grote lijnen vast leggen van het akkoord over de knelpunten. Op 7 april kwam vervolgens een redactiecomité samen die de overeenkomst op papier moest zetten. Vanaf 6 april werd ook opnieuw onderhandeld over de andere politieke thema's.
Op 8 april werden op het partijbureau van BSP-PSB door de Waalse socialisten en de achterban van vakbond ABVV bezwaren geuit tegen de akkoorden over het onderwijs en de gewestvorming, waarop deze partij in verband met deze thema's nieuwe eisen op tafel legde en de bereikte akkoorden op de helling zette. Op de avond van 9 april deed formateur Tindemans een ultiem voorstel om de discussie rond het onderwijs te beëindigen, maar  dat werd door de socialisten niet aanvaard. Dezelfde dag moest Tindemans verslag uitbrengen bij  de koning, die dezelfde avond nog de partijvoorzitters van CVP, PSC en BSP-PSB op audiëntie ontving om de vastgelopen onderhandelingen opnieuw op gang te helpen trekken. Op 10 april zette het partijbestuur van BSP-PSB het licht op groen voor verdere onderhandelingen, op voorwaarde dat de christendemocraten verregaande toegevingen zouden doen. Dezelfde dag kwamen de onderhandelaars opnieuw samen om de knelpunten verder te bespreken. De dag nadien legde Tindemans aan de onderhandelaars nieuwe voorstellen omtrent de knelpunten voor, die voor de socialisten echter onvoldoende waren. Hierdoor sprongen de onderhandelingen tussen BSP-PSB, CVP en PSC definitief af. 
Vanaf 12 april begon formateur Tindemans gesprekken met de liberale partijen, met de bedoeling om een rooms-blauwe regering op de been te brengen. Dergelijke regering had wel een meerderheid in de Senaat, maar niet in de Kamer. PVV-voorzitter Frans Grootjans verklaarde dat hij liever een regering had die over een meerderheid in beide kamers van het parlement beschikte en drong er daarom op aan om de communautaire partijen Volksunie en RW bij de onderhandelingen te betrekken. De christendemocraten waren meer gewonnen voor het idee dat Volksunie en RW in het parlement gedoogsteun zouden leveren aan de regering, zonder dat ze zelf ministers leverden.
Op dinsdag 16 april 1974 kwamen de christendemocratische en liberale partijen samen om de nota van de formateur betreffende de krachtlijnen van het regeringsbeleid, waarna Tindemans de voorzitters van Volksunie en RW ontving. Volksunie was niet bereid om gedoogsteun te verlenen aan een minderheidsregering, RW wel. Als Volksunie en RW wel zouden toetreden tot een regering, wilden ze dat enkel doen als de regering over een tweederdemeerderheid in het parlement beschikte om de gewestvorming te kunnen doorvoeren, wat enkel kon als ook de Brussels-francofone FDF bij de onderhandelingen werd betrokken. Na de ontmoeting met deze partijen onderhandelden de christendemocraten en liberalen verder om de nota van de formateur verder uit te diepen. De dag nadien gaf RW-voorzitter François Perin echter aan dat zijn partij toch niet bereid was om een minderheidsregering te depanneren, waardoor duidelijk werd dat geopteerd moest worden voor een brede coalitie met de communautaire partijen. Op de avond van 17 april 1974 gingen de rooms-blauwe partijen akkoord om met de communautaire partijen onderhandelingen te beginnen over het ontwerpakkoord dat CVP, PSC, PVV en PLP reeds hadden bereikt. Op 18 april werd bij FDF-RW en Volksunie gepolst naar de voorwaarden waaronder de onderhandelingen van start konden gaan. De partijen wensten vooral nadere onderhandelingen over de gewestvorming en stemden dezelfde dag nog in met een onderhandelingsschema over dit thema.
Op vrijdag 19 april kwamen de onderhandelaars van CVP, PSC, PVV, PLP, FDF-RW en Volksunie samen in Kasteel ter Ham in Steenokkerzeel om een globaal akkoord te sluiten over de gewestvorming. De samenstelling van de delegaties van de partijen was als volgt:
- voor CVP: voorzitter Wilfried Martens, uittredende ministers Jos Chabert en Renaat Van Elslande en Kamerfractieleider Karel Blanckaert
- voor PSC: voorzitter Charles-Ferdinand Nothomb, uittredende minister Alfred Califice, senator Donald Fallon en Kamerlid Henri-François Van Aal
- voor PVV: voorzitter Frans Grootjans en uittredende ministers Willy De Clercq en Herman Vanderpoorten
- voor PLP: voorzitter André Damseaux, nationaal PVV-PLP-voorzitter Pierre Descamps, uittredend minister Louis Olivier en Roland Gillet, voorzitter van de Brusselse liberale partij PLDP
- voor Volksunie: voorzitter Frans van der Elst, Hugo Schiltz, voorzitter van het partijbestuur, en senator Wim Jorissen
- voor FDF-RW: algemeen voorzitter Léon Defosset, FDF-voorzitter André Lagasse en RW-voorzitter François Perin

In de ochtend van 20 april gingen de onderhandelaars uit elkaar. De partijen raakten het grotendeels eens over hoe de gewestvorming eruit zou zien, maar het overleg liep vast op de begrenzing van het Brusselse Gewest. Op 21 april kwamen de christendemocratische en liberale partijen bijeen om de onderhandelingen over het algemeen regeerprogramma opnieuw aan te vatten en te bespreken of ze een minderheidsregering dan wel een regering aangevuld met de communautaire partijen zouden vormen. Op maandag 22 april kwamen deze partijen overeen om een rooms-blauwe minderheidsregering te vormen en dezelfde dag gaven Volksunie en RW aan dat ze bereid waren om deze regering gedoogsteun te verlenen, op voorwaarde dat men zich hield aan wat in Steenokkerzeel was overeengekomen. Op 23 april bereikten CVP, PSC, PVV en PLP een akkoord over het regeerprogramma. In dat programma werden de overeenkomsten opgenomen die in Steenokkerzeel werden bereikt, terwijl het probleem omtrent de begrenzing van het Brussels Gewest later zou worden opgelost. Dezelfde dag nog gingen de partijcongressen van de christendemocratische en liberale partijen akkoord met regeringsdeelname. Op 24 april kwamen de toekomstige regeringspartijen samen om de verdeling van de bevoegdheden in de regering vast te leggen. Een dag later legden de 19 ministers en 6 staatssecretarissen van de regering-Tindemans I de eed af in handen van de koning.
Het RW en de Volksunie gingen akkoord om zich te onthouden bij de vertrouwensstemming in het parlement, op voorwaarde dat de dialoog over de gewestvorming tussen de regeringspartijen en de communautaire partijen werd voortgezet en de mogelijkheid werd opgelaten dat de partijen daarna konden toetreden tot de regering. Ook FDF en de Brusselse liberalen van PLDP besloten zich te onthouden. Op 30 april werd in het parlement de regeerverklaring voorgelezen, waarna de Kamer op 3 mei en de Senaat op 8 mei 1974 het vertrouwen gaven aan de regering-Tindemans I.

## Vorming regering-Tindemans II
Vanaf de week van 20 mei 1974 voerde premier Tindemans aftastende gesprekken met de regeringspartijen en de communautaire partijen over een mogelijke hervatting van het overleg in Steenokkerzeel en een eventuele verruiming van de regering. Op 28 en 29 mei ontving Tindemans de  Vlaamse en Franstalige partijen afzonderlijk om hen voorstellen te doen over de problemen in verband met de vorming van de Vlaamse, Waalse en Brusselse Gewesten. Op 30 mei sloten CVP-voorzitter Wilfried Martens, Hugo Schiltz, voorzitter van het partijbestuur van de Volksunie, FDF-voorzitter André Lagasse en FDF-Kamerlid Lucien Outers een overeenkomst over de begrenzing van Brussel. Voorlopig zouden de grenzen van dat gewest ongewijzigd blijven, maar er zou wel een commissie worden opgericht die binnen de twee jaar een definitieve oplossing moest vinden voor deze kwestie. Dezelfde dag nog werd dit voorstel besproken met de voorzitters PVV, PLP en PSC en een dag later overlegden deskundigen van CVP, PSC, PVV, PLP, FDF-RW en Volksunie over de kwestie. Op de avond van 31 mei kwamen de onderhandelende partijen overeen om de grenzen van het Brussels Gewest ongewijzigd te laten, in ruil voor compensaties voor de Franstaligen in de Brusselse Rand. Binnen het FDF ontstond echter verzet tegen dit ontwerpakkoord, waarop de partij op 4 juni ruimere tegemoetkomingen eiste voor de Franstaligen in de Brusselse Rand. De Vlaamse partijen weigerden deze eisen te aanvaarden en FDF weigerde om in te binden, waarna de onderhandelingen over de gewestvorming afsprongen.
Op 5 juni polste premier Tindemans bij Volksunie en RW onder welke voorwaarden deze partijen tot een verruimde regering wensten toe te treden. Aan deze partijen werden vier vragen voorgelegd:
- Keurt u de algemene krachtlijnen van het regeringsbeleid goed?
- Bent u het eens over de gewestvorming zoals die geschetst werd in Steenokkerzeel?
- Bent u het eens met de regeling van het Brussels Gewest zoals die overeengekomen werd op 31 mei?
- Wat is uw standpunt inzake het anti-inflatiebeleid?

De Volksunie antwoordde op 6 juni bevestigend op de eerste drie vragen van Tindemans, maar maakte enig voorbehoud omtrent het anti-inflatiebeleid. Het bestuur van de partij wilde wel dat de verruimde regering de gewestvorming volledig zou doorvoeren, waardoor een tweederdemeerderheid in het parlement nodig was. RW-voorzitter François Perin wenste echter dat alleen zijn partij tot de verruimde regering zou toetreden, omdat RW enkel met Volksunie wilde regeren als ook FDF in de regering zat, en stelde voor om voorlopige gewestraden op te richten, die enkel een adviserende bevoegdheid zouden hebben. Om die voorlopige gewestvorming door te voeren was geen tweederdemeerderheid in het parlement nodig.
Op 8 juni 1974 werd de knoop doorgehakt over de gewestvorming en de verruiming van de regering. De christendemocraten, liberalen, RW en Volksunie gingen akkoord om een  voorlopige gewestvorming in te voeren, waarbij Vlaamse, Waalse en Brusselse Gewestraden werden opgericht, die slechts een adviserende bevoegdheid kregen. De grenzen van het Brussels Gewest bleven voorlopig ongewijzigd. De regering werd enkel aangevuld met het Rassemblement Wallon, nadat RW-voorzitter François Perin een veto had gesteld tegen een opname van de Volksunie in de regering. De volgende dag bespraken onderhandelaars van CVP, PSC, PVV, PLP en RW de sociaal-economische vraagstukken die de regering moest behandelen. De delegaties van de partijen zagen er als volgt uit:
- voor CVP: Wilfried Martens, Jos Chabert en Gaston Geens
- voor PSC: Charles-Ferdinand Nothomb, Paul Vanden Boeynants en Alfred Califice
- voor PVV: Frans Grootjans, Willy De Clercq en Herman Vanderpoorten
- voor PLP: André Damseaux, Pierre Descamps en Louis Olivier
- voor RW: François Perin, senator Etienne Knoops en Kamerleden Jean Gol, Paul-Henry Gendebien en Robert Moreau

Op de avond van 10 juni gingen de partijbesturen van de christendemocratische en liberale partijen en RW akkoord om de verruiming van de regering. Vervolgens werd onderhandeld over de verdeling van de bevoegdheden in de nieuwe regering. Op 11 juni werd overeengekomen dat RW een minister en twee staatssecretarissen kreeg in de regering-Tindemans II.     In vergelijking met de regering-Tindemans I kwamen er twee ministers bij, François Perin (RW) en Robert Vandekerckhove (CVP), die beiden bevoegd werden voor institutionele zaken en voor de uitvoering van de voorlopige gewestvorming moesten zorgen. PLP en PSC moesten het elk met een staatssecretaris minder stellen: Claude Hubaux (PLP) en Henri-François Van Aal (PSC) moesten de regering verlaten en werd vervangen door Jean Gol en Etienne Knoops (beiden RW). Tegelijkertijd verving PSC Charles Hanin als minister van Binnenlandse Zaken door Joseph Michel. Op 12 juni las Tindemans de regeerverklaring voor in het parlement, waarna de Kamer op 13 juni en de Senaat op 18 juni 1974 het vertrouwen gaven aan de regering-Tindemans II. Volksunie  stemde mee met de oppositie, terwijl FDF en de Brusselse liberale PLDP zich onthielden bij de vertrouwenstemming in het parlement.

## Vorming regering-Tindemans III
De regering-Tindemans II bleef bijna drie jaar bestaan. Op 3 maart 1977 ontstond een regeringscrisis, toen de parlementsleden van het RW weigerden om de begroting van Economische Zaken goed te keuren, omdat volgens hen de problemen in de Waalse staalindustrie onvoldoende werden aangepakt. Daarop liet premier Tindemans de twee ministers van deze partij, Robert Moreau en Pierre Bertrand, uit de regering zetten, waar koning Boudewijn op 4 maart mee instemde. Vervolgens vormde Tindemans een minderheidsregering van christendemocraten en liberalen, Tindemans III, die een grondwetsherziening zou voorbereiden, zodat het volgende parlement van België een federale staat kon maken. Op 6 maart werden Moreau en Bertrand in de regering opgevolgd door Marcel Plasman (PSC) en Charles Cornet d'Elzius (PRLW, de opvolger van de PLP) en dezelfde dag stelde de ministerraad het noodprogramma van de regering-Tindemans III op. Op 7 maart riep Tindemans dan de voorzitters van alle partijen bij zich om hen te vragen of ze bereid waren om mee te werken aan een grondwetsherziening. De socialistische BSP-PSB wilde enkel meewerken aan een grondwetsherziening als er eerst een volledige gewestvorming werd doorgevoerd, de Volksunie wilde de minderheidsregering enkel steunen als er werk werd gemaakt van een grondwetsherziening. Regeringspartijen PSC en PRLW waren echter niet happig op een grondwetsherziening en PRLW wilde liever zo snel mogelijk verkiezingen uitschrijven. Op 9 maart besliste de regering om aan de koning een besluit tot ontbinding van Kamer en Senaat voor te leggen, zonder grondwetsherziening en zonder aanpassing van de kieswet, die noodzakelijk was vanwege de grootschalige fusie van de Belgische gemeenten een jaar eerder. Op 17 april 1977 vonden nieuwe verkiezingen plaats.
1919 · 1920 · 1921 · 1923 · 1924 · 1925 · 1926 · 1927 · 1929 · 1931 · mei 1932 · okt. 1932 · dec. 1932 · jun. 1934 · nov. 1934 · 1935 · 1936 · 1937 · 1938 ·  feb. 1939 · apr. 1939 · 1940 · 1944 · 1945 · feb-mrt 1946 · jul-aug 1946 · 1947 · 1948 · 1949 · jun 1950 · aug 1950 · 1952 · 1954 · jun. 1958 · nov. 1958 · 1961 · 1965 · 1966 · 1968 · 1971/72  · 1972/73 · 1974 · 1977 · 1978 · 1978/79 · apr.-mei 1980 · okt. 1980 · apr. 1981 · nov.-dec. 1981 · 1985 · oktober 1987 · 1987/88 · 1991/92 · 1995 · 1999 · 2003 · 2007 · 2008 · 2010/11 · 2014 · 2019/20 · 2024/25